# Вурмеры
Вурме́ры (чув. Вӗрмер) — деревня в Цивильском районе Чувашской Республики. Входит в состав Булдеевского сельского поселения.

## География
Находится в северной части Чувашии на расстоянии приблизительно 8 км на северо-восток по прямой от районного центра города Цивильск.

## История
Известна с 1858 года, когда в ней было 183 жителя. В 1897 был учтен 291 житель, в 1926 — 86 дворов, 404 жителя, в 1939—371 житель, в 1979—281. В 2002 году 83 двора, в 2010 — 71 домохозяйство. В период коллективизации был образован колхоз «Нива».

## Население
Постоянное население составляло 185 человека (чуваши 98 %) в 2002 году, 186 в 2010.